# Willi Bromberger

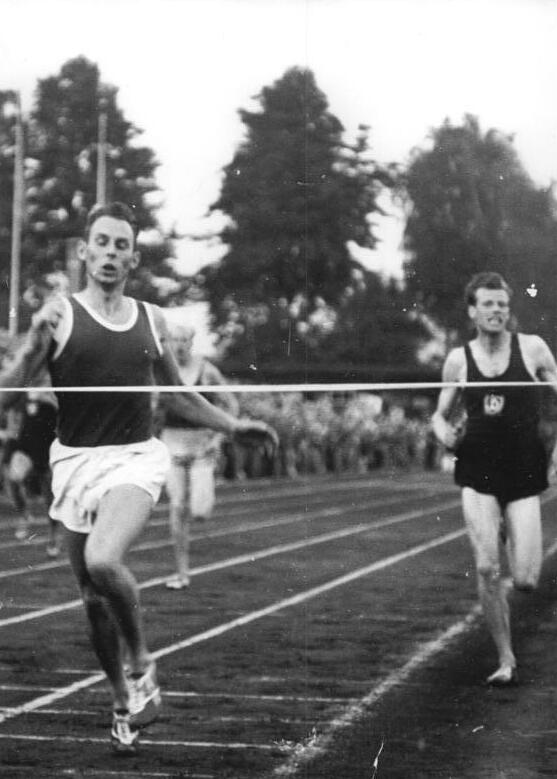
Willi Bromberger (rechts) wird 1955 Dritter bei den DDR-Meisterschaften im 400-Meter-Lauf

Willi Bromberger (* 15. Oktober 1927 in Alt Prilipp, Kreis Pyritz; † 3. Januar 2004 in Berlin) war ein Leichtathlet aus der Deutschen Demokratischen Republik (DDR), der 1953 und 1954 DDR-Meister im 400-Meter-Lauf war.
1950 und 1952 belegte Bromberger jeweils den vierten Platz bei den DDR-Meisterschaften, 1953 gewann er im Trikot des SC Dynamo Potsdam in 49,1 s seinen ersten Meistertitel. Bei den U.I.E.-Sportwochen, der Universiade des Ostblocks, belegte er 1953 mit der 4-mal-400-Meter-Staffel der DDR den dritten Platz. 1954 erlief Bromberger seinen zweiten Meistertitel in 47,7 s, damit war er der erste DDR-Läufer unter 48 Sekunden. Bei den U.I.E.-Sportwochen 1954 gewann er Gold über 400 Meter in 48,2 s und mit der Staffel. 1955 belegte Bromberger, nun für den SC Dynamo Berlin laufend, den dritten Platz bei den DDR-Meisterschaften, 1956 wurde er Zweiter hinter Horst Mann. 1953 und 1954 für Potsdam sowie 1955 und 1957 für Berlin lief er jeweils mit der Vereinsstaffel zum DDR-Meistertitel. 
Bromberger stellte 1954 mit 48,4 s Ewald Schröders DDR-Rekord ein und verbesserte den Rekord dann auf 47,7 s, als Rekordler abgelöst wurde er 1955 von Horst Mann. 1953 belegte Bromberger in 22,5 s den fünften Platz bei den DDR-Meisterschaften im 200-Meter-Lauf, seine Bestleistung auf dieser Strecke stellte er 1954 mit 21,9 s auf. 